# Rhapsody Originals
Albums de POD
When Angels & Serpents Dance
(2008) Murdered Love
(2012)
Rhapsody Originals, sorti le 2 décembre 2008, est un album live du groupe de rock POD réalisé exclusivement pour le magasin de musique en ligne Rhapsody.

Cet album est uniquement distribué aux États-Unis.

## Liste des pistes
1. Set It Off (4:46)
2. Addicted (3:48)
3. Kaliforn-Eye-A (5:12)
4. Boom (3:34)
5. Southtown (4:50)
6. Shine With Me (3:54)
7. Lights Out (2:57)
8. Without Jah, Nothin (1:42)
9. Youth of the Nation (4:29)
10. When Angels & Serpents Dance (4:20)
11. It Can't Rain Everyday (4:35)
12. Alive (4:22)
13. God Forbid (4:32)